# Allium falcifolium
Allium falcifolium là một loài thực vật có hoa trong họ Amaryllidaceae. Loài này được Hook. & Arn. mô tả khoa học đầu tiên năm 1840.

## Hình ảnh

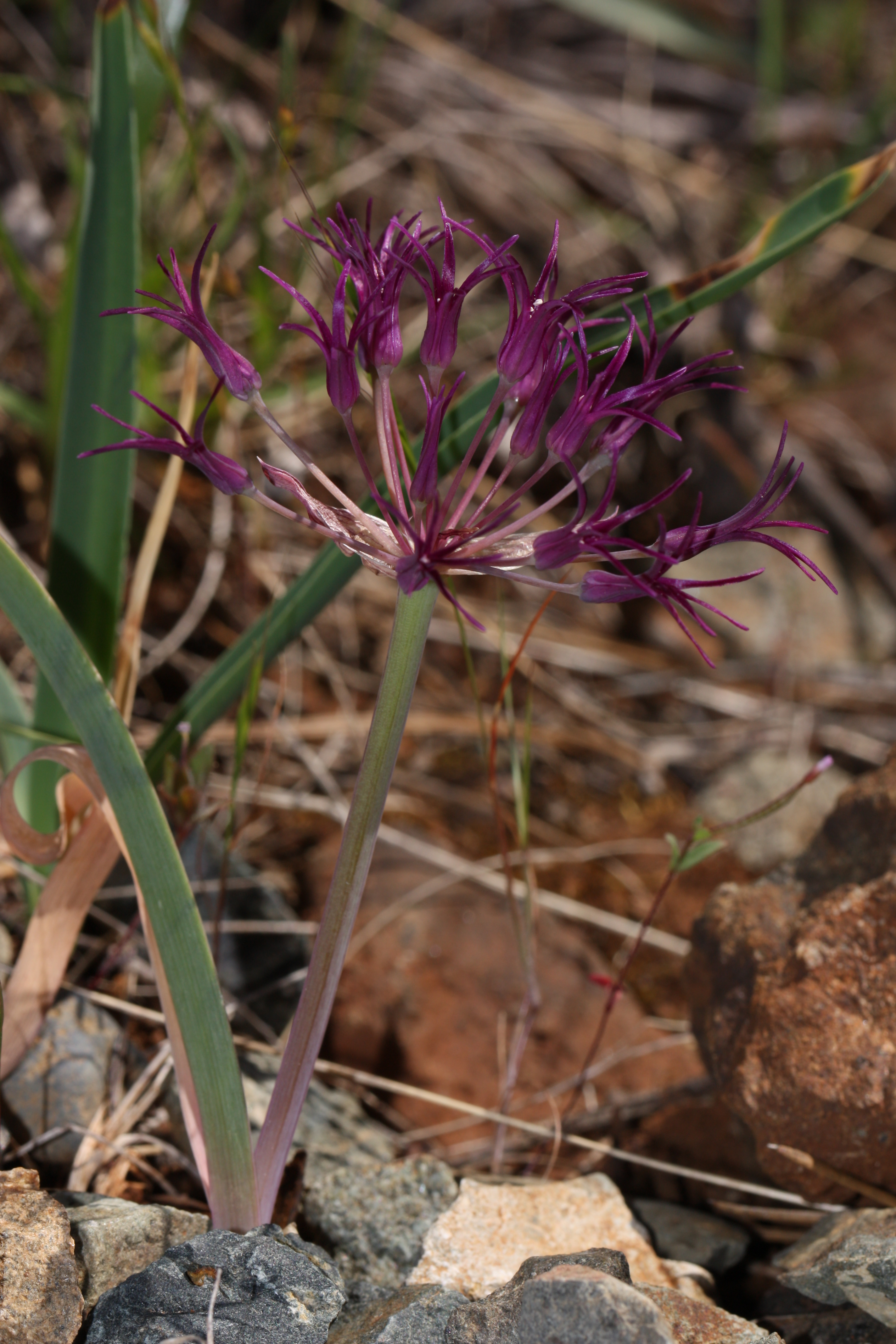
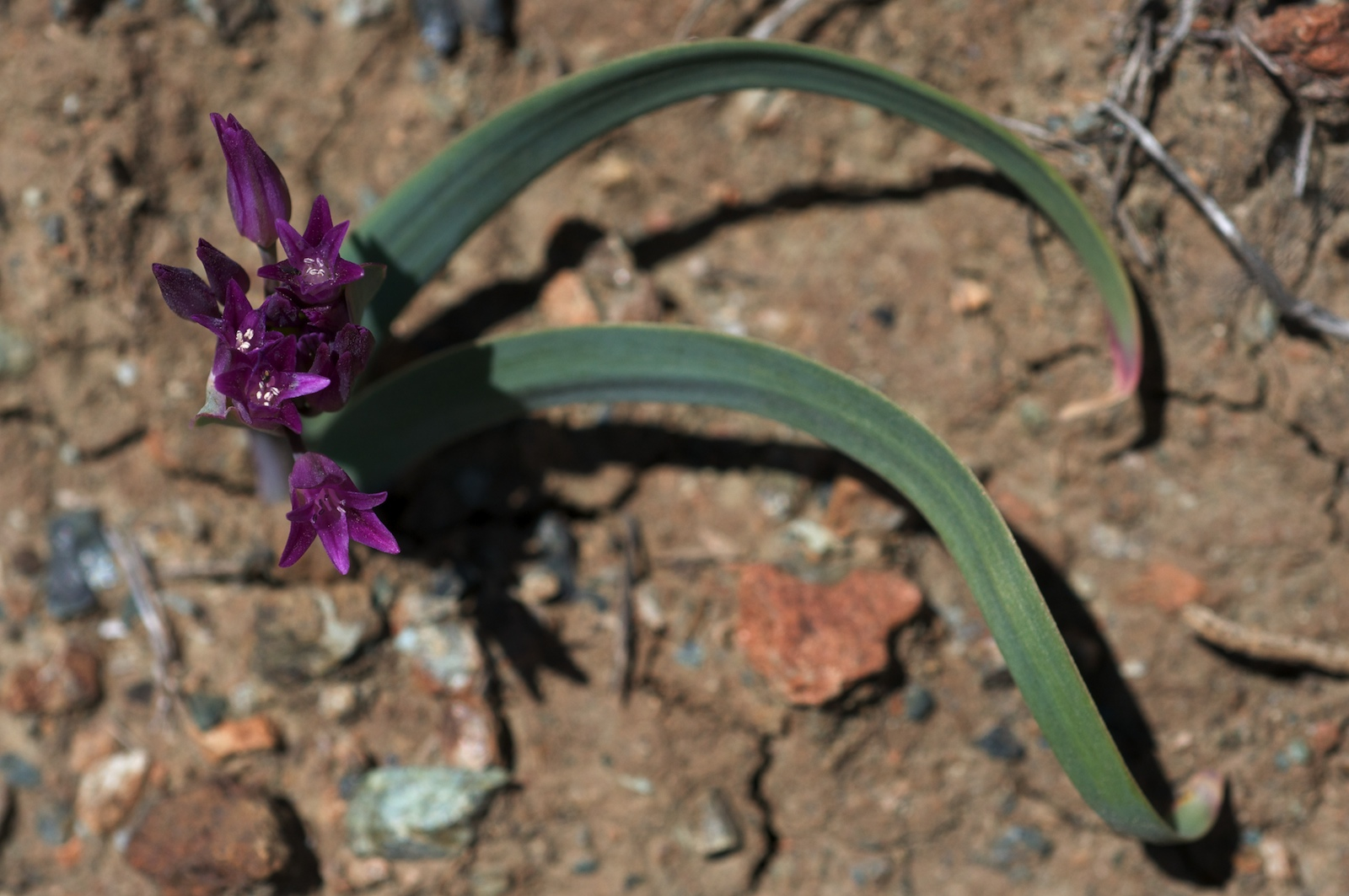
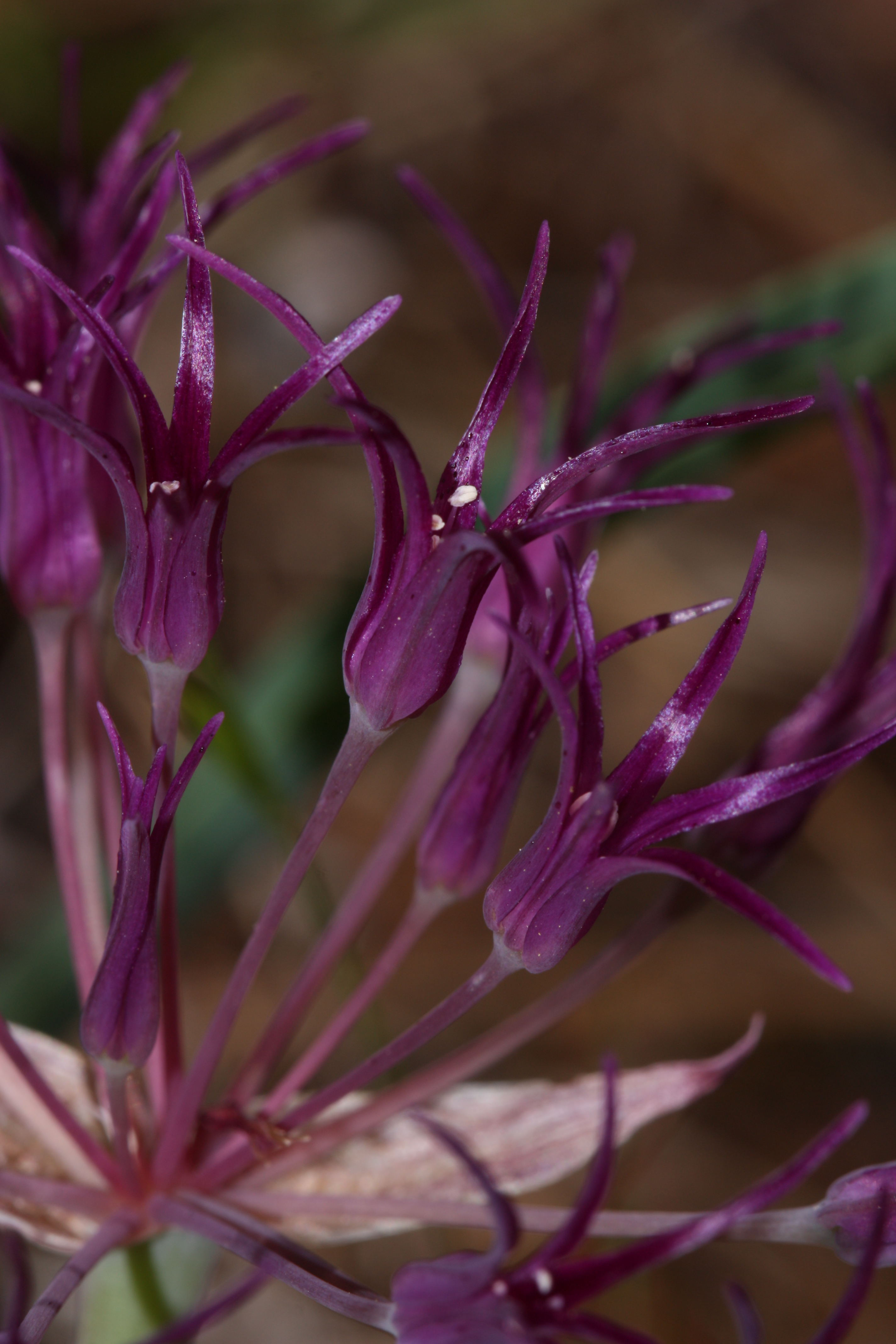
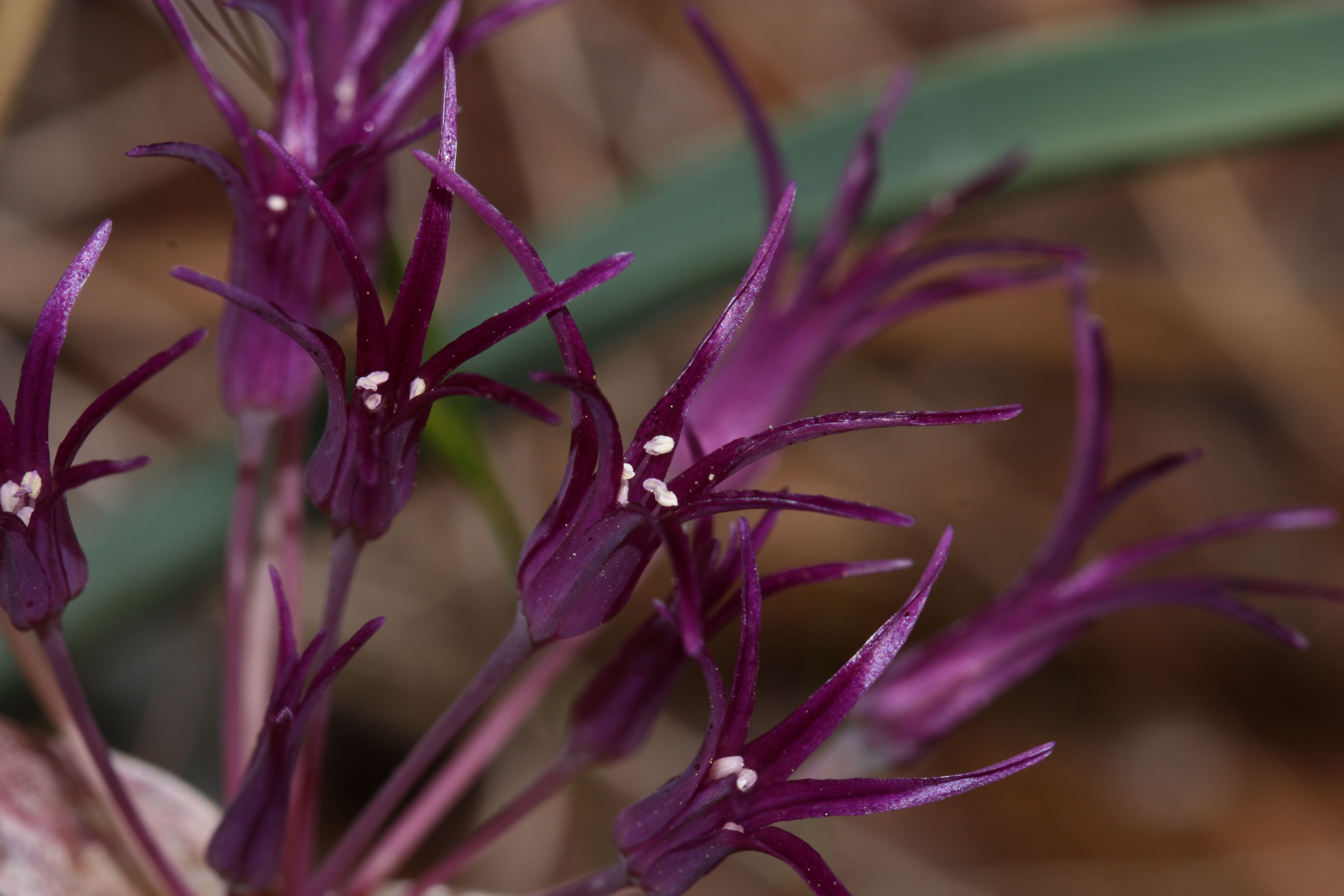